# Josef Krips
Josef Alois Krips (Viena, Austria, 8 de abril de 1902 - Ginebra, Suiza, 13 de octubre de 1974) fue un director de orquesta y violinista austriaco. Dirigió la Orquesta Real del Concertgebouw de Ámsterdam, con la que grabó las Sinfonías de Wolfgang Amadeus Mozart.

## Trayectoria
Krips nació en Viena. Su padre era Josef Jakob Krips, médico y cantante aficionado, y su madre Aloisia, de soltera Seitz. Krips era uno de cinco hermanos. Estudió violín desde la infancia y más tarde ingresó al coro de la Iglesia de los carmelitas. Krips fue discípulo de Felix Weingartner y Eusebius Mandyczewski. De 1921 a 1924, fue asistente de Weingartner en la Ópera Popular de Viena, así como répétiteur y maestro de coro.
En 1921, Krips hizo su debut como director de orquesta, con una ópera de Giuseppe Verdi, la cual interpretó sin partitura. A continuación dirigió varias orquestas, entre ellas la de Karlsruhe, de 1926 a 1933. En 1933 regresó a Viena como director residente de la Volksoper y director titular de la Wiener Staatsoper. En 1935 fue nombrado profesor de la Academia de Bellas Artes de Viena y dirigió regularmente en el Festival de Salzburgo entre 1935 y 1938.
En 1938, la anexión nazi de Austria (o Anschluss) obligó a Krips a abandonar el país. (Fue criado como católico romano, pero habría sido excluido de la actividad musical porque su padre era judío de nacimiento). Krips se trasladó a Belgrado, donde trabajó durante un año con la Ópera y la Filarmónica de Belgrado, hasta que Yugoslavia también se vio envuelta en la Segunda Guerra Mundial. Durante el resto de la contienda trabajó como «empleado industrial» en una fábrica de alimentos.
Al regresar a Austria finalizada la guerra, en 1945, Krips fue uno de los pocos directores a los que se permitió actuar, ya que no había trabajado bajo el régimen nazi. Fue el primero en dirigir la Filarmónica de Viena y el Festival de Salzburgo en la posguerra. En colaboración con sus colegas Clemens Krauss y Karl Böhm, Krips ayudó a restaurar la Ópera Estatal de Viena y la Filarmónica de Viena al nivel que tenían antes de la guerra.
De 1950 a 1954, Krips fue director titular de la Orquesta Sinfónica de Londres. Posteriormente, dirigió la Orquesta Filarmónica de Buffalo de 1954 a 1963. Bajo la dirección de Krips, la orquesta amplió la duración de su temporada de actuaciones y el número de músicos que empleaba. Krips llevó a la orquesta de gira por el este de Estados Unidos y Canadá, incluidas las provincias marítimas. Durante su etapa con la Filarmónica de Búfalo, Krips evitó en gran medida las composiciones recientes y «se concentró principalmente en la literatura clásica y romántica europea». Más tarde, durante sus últimas temporadas, Krips comenzó a programar «algunas obras contemporáneas».
Durante este periodo, Krips dirigió como invitado a otras orquestas. Por ejemplo, en febrero de 1960 Krips dirigió como invitado a la Orquesta Sinfónica de Montreal con una interpretación de obras de Mozart y Brahms.Krips apareció como director invitado con la Filarmónica de Nueva York en el otoño de 1964, y el programa incluyó obras de Brahms, Copland y Schumann.
Realizó giras por casi todo el continente europeo, y por Inglaterra. 
Primero dirigió una orquesta inglesa en la Sociedad de Conciertos Nueva Era, en 1948, y desde diciembre de 1950 hasta 1954, fue el director principal de la Orquesta Sinfónica de Londres. En 1946 y 1947 dirigió el Concierto de Año Nuevo de Viena.